# VLAD
Pour les articles homonymes, voir Vlad.
Ne doit pas être confondu avec le rappeur Vald.
 (juin 2014).
Si vous disposez d'ouvrages ou d'articles de référence ou si vous connaissez des sites web de qualité traitant du thème abordé ici, merci de compléter l'article en donnant les références utiles à sa vérifiabilité et en les liant à la section « Notes et références ».
V.L.A.D ou Vlad est un artiste français de musique électronique apparenté au genre IDM ou electronica. Il est un des rares Français à avoir été produit sur le label Warp Records (2000), puis sur le label Français Angstrom Records en 2002. Son dernier album est sorti en 2005 sur le label Laboratory Instinct. V.L.A.D a un univers musical qui lui est propre, les textures sonores qu'il crée sont très cérébrales, uniques, et reconnaissables dès la première note (un son très Glitch et Click & Cut).[réf. nécessaire]

## Discographie
- Motion Institute Warp Records (2000)
- D' Angström Records (2002)
- Xiringuitos Perdido Laboratory Instinct (2004)
- d'(Rmxs) Angström Records  (2005)
- Emo-Droidz Laboratory Instinct (2005)

## Titres
- Alkaïda, Angstrom Records, 2002
- Nigapoz, Angstrom Records, 2002